# Motorex
Motorex-Bucher Group AG (ortografia corretta: MOTOREX-BUCHER GROUP) è un'impresa familiare svizzera specializzata nello sviluppo, nella produzione e nella commercializzazione di lubrificanti, fluidi per la lavorazione dei metalli, prodotti tecnici per la pulizia e la cura e attrezzature per fluidi. La gamma di prodotti comprende oltre 2.500 formulazioni e viene costantemente sviluppata in collaborazione con utenti, produttori (OEM), partner industriali, team di motorsport, università e istituti di ricerca.

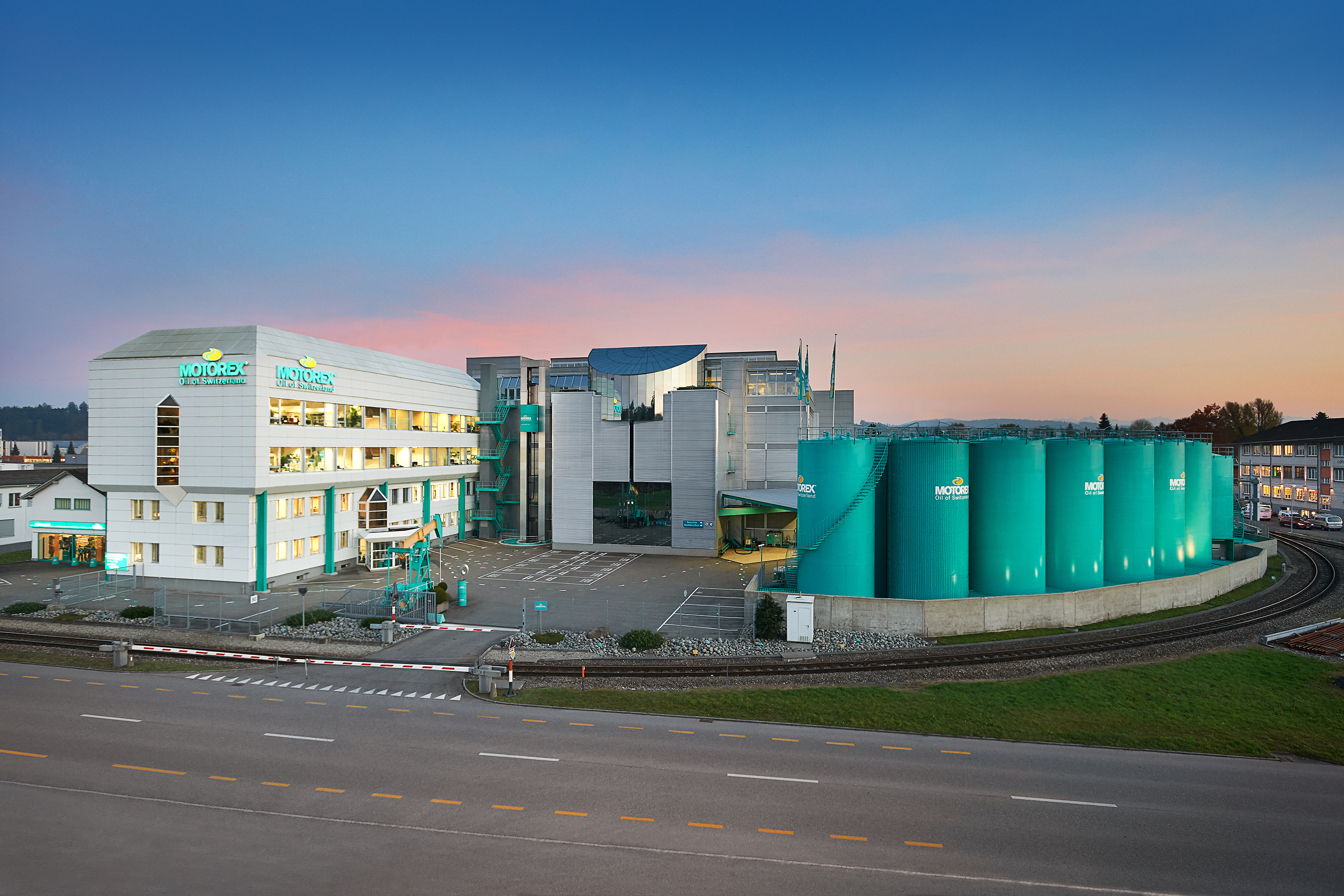
Sede centrale a Langenthal BE, Svizzera

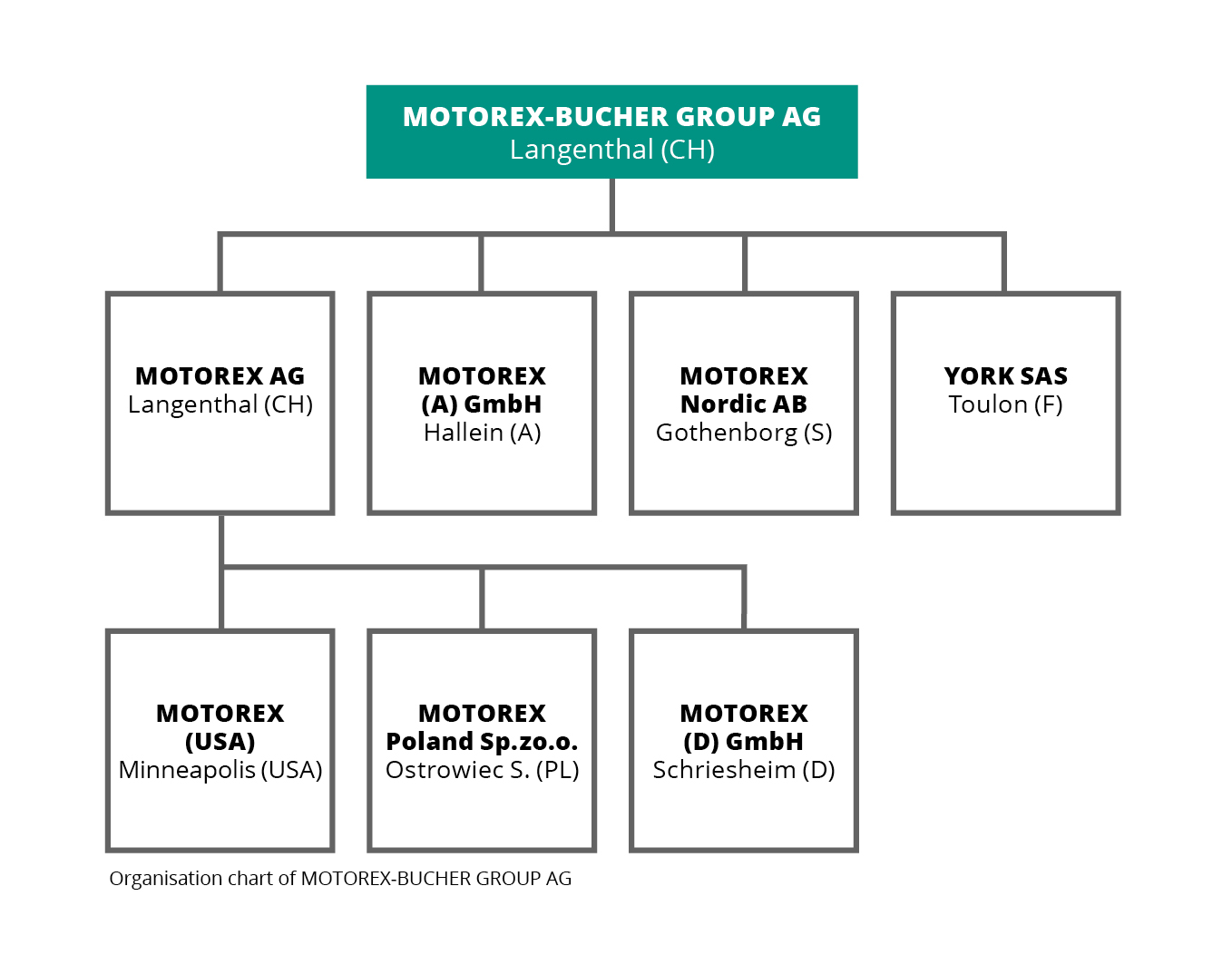
Organigramma

## Storia dell'azienda
1917 Fondazione di una piccola produzione di prodotti per la cura di scarpe e pavimenti vicino a Langenthal (Svizzera). 1920 Lancio del marchio REX da parte del fondatore della società Arnold Bucher. Spinta dalla motorizzazione emergente, Edi Bucher entra nel mercato dei lubrificanti. 1947 Lancio del marchio Motorex. Negli anni seguenti, l'azienda ha continuato a svilupparsi su molti livelli. Tuttavia, la struttura della proprietà è rimasta invariata. L'attuale Motorex-Bucher Group AG è controllata dalla terza e quarta generazione della famiglia Bucher. La sede centrale si trova a Langenthal.
La produzione avviene nelle 4 sedi di Langenthal, Toulon (F), Ostrowiec (PL) e Minneapolis (USA). Le vendite sono gestite da una rete di 130 distributori in circa 85 paesi. Motorex impiega persone provenienti da oltre 20 paesi.

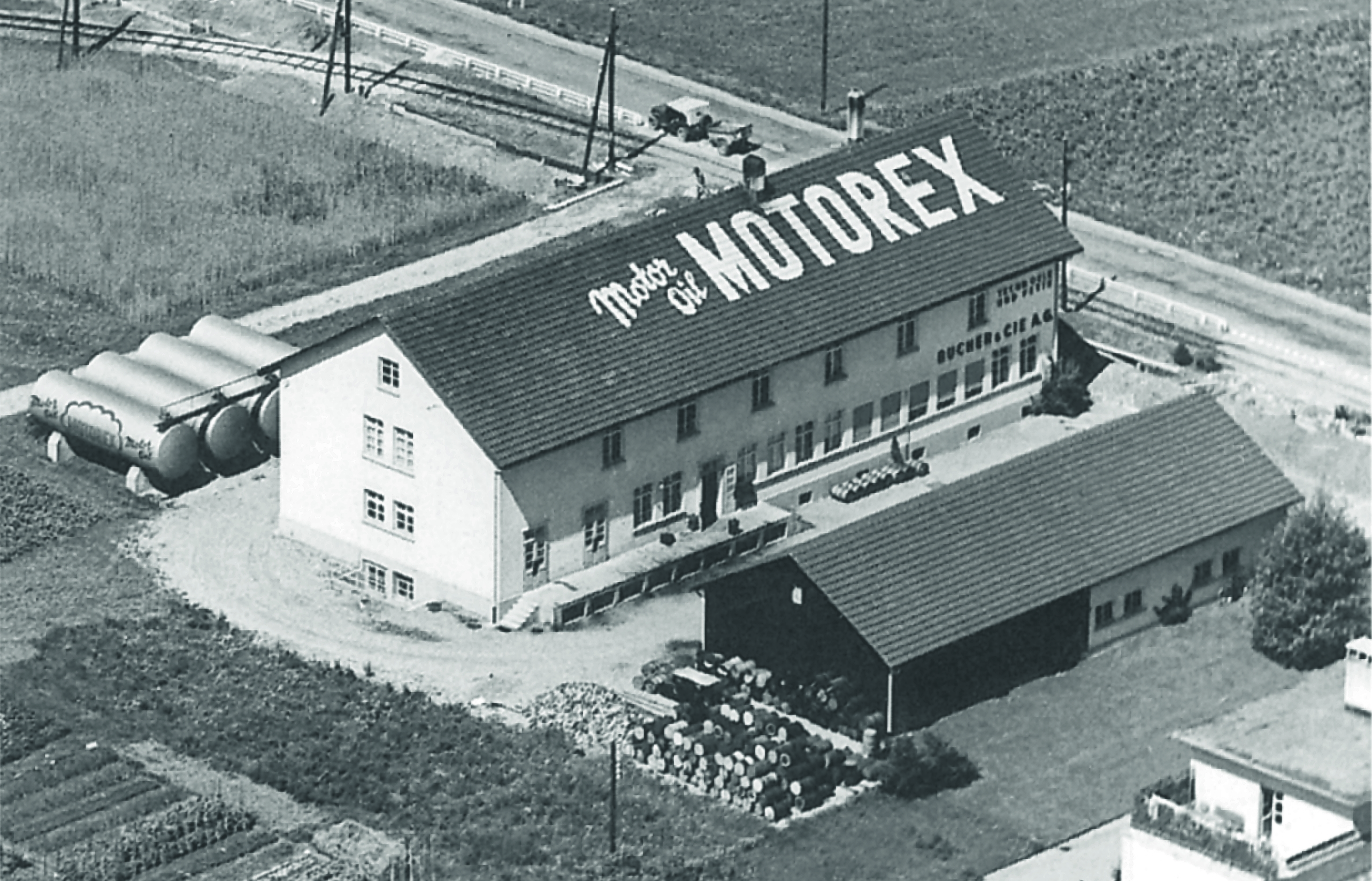
Prima fotografia aerea del 1951 dei quattro serbatoi di stoccaggio orizzontali

## Prodotti
Motorex è uno sviluppatore e produttore di lubrificanti con laboratori di ricerca, stabilimenti di produzione e organizzazioni di vendita in tutto il mondo. Oltre ai parametri primari di prestazione tecnica, Motorex integra anche i tre fattori seguenti nello sviluppo del prodotto:
- Riduzione dei livelli di emissione: l'emissione di C02 e altre emissioni, così come l'alta efficienza energetica, possono essere significativamente influenzati dalla qualità dei lubrificanti utilizzati.[4]

- Prodotti biodegradabili: Una vasta e crescente gamma di prodotti biologici e biodegradabili costituisce una parte significativa e in rapida crescita del business globale.

- Protezione della salute degli utenti: i lubrificanti e i prodotti di ingegneria chimica sono prodotti chimici complessi. Motorex presta attenzione alla loro compatibilità umana al di là del quadro giuridico.[5]

I prodotti dell'azienda sono commercializzati con il marchio Motorex (in tutto il mondo) e anche con il marchio York in Francia. La gamma comprende più di 8.000 articoli di oli per motori, trasmissioni e idraulici, fluidi per la lavorazione dei metalli (miscibili e non miscibili con acqua), grassi, lubrificanti per mandrini, refrigeranti per motori e fluidi per il trasferimento di calore, prodotti tecnici per la pulizia e la manutenzione, liquidi per freni, additivi e aerosol, oltre a molti prodotti speciali e di nicchia.